# داينفيلي
داينفيلي (بالفرنسية: Dainville)‏ هي بلدية تقع في إقليم باد كاليه من منطقة نور با دو كاليه في شمال فرنسا. تبلغ مساحة هذه المدينة 11.22 (كم²)، وترتفع عن سطح البحر 80 م، يبلغ عدد سكانها 5392 نسمة حسب إحصاء المعهد الوطني للإحصاء والدراسات الاقتصادية سنة 2009 م. وترأس Françoise Rossignol البلدية خلال فترة (2008-2014).